# 林絵梨子
林 絵梨子（はやし えりこ、1982年6月23日 - ）は日本の元タレント、元グラビアアイドルである。東京都出身。かつての所属先はイー・コンセプト→ジャパンミュージックエンタテインメント。特技はチアリーディングで、全国大会に3度優勝、米国大会に出場したこともある。

## 概要
フジテレビのオーディション「SDM」によって応募者3500人から選ばれた。2代目「フ・ジ・ム・ス・メ」。2002年度読売巨人軍のチームジャビッツ21のメンバーに選ばれる。2003年7月に共通の知人を通じて、読売巨人軍の山田真介選手と知り合い、交際を開始。2005年4月23日に婚姻届を提出。結婚に伴って芸能界を引退した。

## 出演

### テレビ
- Beach Angels サイパン島、ロタ島（BS-TBS）
- 彼女たちのクリスマス イブの夜に贈る4人の女性の物語（フジテレビ、2002年）
- 僕の生きる道（関西テレビ、2003年）
- コスメティック cosmetic（WOWOW、2003年）
- 帰ってきたロッカーのハナコさん（NHK、2003年）
- あした天気になあれ。（日本テレビ、2003年）
- 天国への応援歌 チアーズ〜チアリーディングに懸けた青春〜（日本テレビ、2004年）

## 作品

### Video&DVD
- Moon Stone（2004年12月15日）